# Günter Baranek
Günter Baranek (* 1. August 1917 in Breslau; † 22. Juli 2001 in Rheinbach) war ein Generalmajor des Heeres der Bundeswehr.

## Leben
Baranek, Sohn eines Syndikus, trat nach dem Abitur am 30. Oktober 1935 in die Wehrmacht ein. Er war Offizieranwärter, Zugführer, Kompaniechef und Bataillonskommandeur im Pionier-Bataillon 4 in Magdeburg, mit dem er in Polen, Frankreich, Rumänien und der Südukraine im Einsatz war. 1938 wurde er zum Leutnant, im Juni 1940 zum Oberleutnant, im August 1942 zum Hauptmann und im August 1943 zum Major befördert. Im Dezember 1943 wurde er Inspektionschef an der Pionierschule Dessau-Roßlau und im Januar 1945 Erster Generalstabsoffizier (Ia) beim Kampfkommandant Dessau-Roßlau und im Stab der Division Konitzky. Von Mai bis August 1945 war er in US-amerikanischer und britischer Kriegsgefangenschaft.
Von August 1945 bis März 1947 war Baranek Waldarbeiter in Hameln und dann bis Februar 1956 Sachbearbeiter (Stadtinspektor) im Rechnungsprüfungsamt der Stadt Hameln. Währenddessen besuchte er die Verwaltungs- und Wirtschaftsakademie Hannover, die er am 11. Oktober 1955 mit einem Verwaltungsdiplom abschloss.
Am 11. Februar 1956 wurde Baranek als Major in die Bundeswehr übernommen und war zunächst als Dezernent Organisation im Truppenamt in Köln tätig. Von 1958 bis 1959 absolvierte er den 2. Generalstabslehrgang Heer an der Führungsakademie der Bundeswehr in Hamburg, wo er zum Offizier im Generalstabsdienst ausgebildet wurde. Danach wurde er G1 (Generalstabsoffizier Personal) des I. Korps in Münster und anschließend ab 1961 G3 (Leiter Operationsabteilung) des I. Korps. 1963 wurde er Referatsleiter III 2 (Organisation, Spitzengliederung) im Führungsstab des Heeres im Bundesministerium der Verteidigung in Bonn. Im Oktober 1965 wurde er stellvertretender Brigadekommandeur der Panzerbrigade 15 in Koblenz, bevor er im April 1967 als Referatsleiter III 8 in der Abteilung Personal in Bundesministerium der Verteidigung zurückkehrte. Im Oktober 1969 wurde er zum Chef des Stabes des III. Korps in Koblenz und zum Brigadegeneral ernannt. Ab April 1972 war er in seiner letzten Verwendung stellvertretender Kommandierender General des III. Korps, wo er am 9. Juni 1972 zum Generalmajor befördert wurde. Mit Ablauf des September 1977 wurde er in den Ruhestand versetzt.

## Privates
Baranek hatte ein Kind.

## Auszeichnungen
- 19. September 1942: Deutsches Kreuz in Gold
- 6. November 1943: Verwundetenabzeichen
- 27. Februar 1944: Ehrenblattspange des Heeres
- 29. Dezember 1944: Nahkampfspange in Silber
- 1976: Großes Verdienstkreuz des Verdienstordens der Bundesrepublik Deutschland